# Frits Speetjens
Godefridus Gerardus Ignatius Maria (Frits) Speetjens (Beek, 4 april 1944) is een Nederlands politicus van het CDA.
Hij is afgestudeerd in de rechten aan de Katholieke Universiteit Nijmegen en werkte vanaf 1968 bij de gemeentesecretarie van Tilburg als beleidsmedewerker/hoofd welzijnsafdeling. Speetjens werd op 1 december 1980 benoemd tot burgemeester van de toenmalige Brabantse gemeente Den Dungen. In 1990 volgde zijn benoeming tot burgemeester van Oirschot als opvolger van Piet Sanders die eerder dat jaar was overleden. Op 1 december 2005, na precies 25 jaar burgemeester te zijn geweest, ging Speetjens vervroegd met pensioen.
Naast zijn burgemeesterschap had hij tal van nevenfuncties en ook na 2005 bleef hij maatschappelijk actief. Het Prins Bernhard Cultuurfonds kende hem een Brabant Bokaal toe waarbij verwezen werd naar de tientallen onbetaalde bezigheden waarmee hij strijdt voor het behoud van het Brabantse culturele erfgoed.